# إيف أفونسو
إيف أفونسو (بالفرنسية: Yves Afonso)‏ هو ممثل فرنسي، ولد في 13 فبراير 1944 في فرنسا، وتوفي بنفس المكان في 21 يناير 2018.

## وصلات خارجية
- إيف أفونسو على موقع IMDb (الإنجليزية)
- إيف أفونسو على موقع ألو سيني (الفرنسية)
- إيف أفونسو على موقع أول موفي (الإنجليزية)
- إيف أفونسو على موقع قاعدة بيانات الأفلام السويدية (السويدية)
- إيف أفونسو على موقع قاعدة بيانات الفيلم (الإنجليزية)
- إيف أفونسو على موقع كينوبويسك (الروسية)